# Desa Pekuwon (administrativ by i Indonesien, Jawa Tengah, lat -6,72, long 111,16)
Desa Pekuwon är en administrativ by i Indonesien.   Den ligger i provinsen Jawa Tengah, i den västra delen av landet, 500 km öster om huvudstaden Jakarta.